# Columba versicolor
Il colombaccio delle Bonin (Columba versicolor) è un piccione endemico estinto di Nakodo-jima (spesso erroneamente chiamata Nakondo) e di Chichi-jima, nelle isole Ogasawara, o Bonin, al largo delle coste del Giappone.

## Storia e diffusione
Scoperta per caso nel giugno del 1827 dal capitano Beechey, tale specie divenne sempre più rara (come aveva segnalato nel 1853 il commodoro Perry), per via dell'aumento della popolazione nei luoghi in cui viveva (da poche decine di persone ai 5 000 abitanti nel 1900) portando all'estinzione della specie. Notizie dell'ultimo esemplare si hanno nel 1889.